# Paul Hunter Classic 2019
Il Paul Hunter Classic 2019 è il quarto evento della stagione 2019-2020 di snooker, il primo Non-Ranking ed è la 13ª edizione di questo torneo che si è disputato il 24 e il 25 agosto 2019 a Fürth in Germania.
Il Paul Hunter Classic, dedicato al giocatore di snooker Paul Hunter deceduto nel 2006, per la prima volta dal 2009 non varrà per la classifica.
1° Paul Hunter Classic e 5º Titolo Non-Ranking per Barry Hawkins.

## Finale 2018
```
Kyren Wilson
 4-2 
Peter Ebdon
[
2
]
```

## Montepremi[3]
- Vincitore: €5.000
- Finalista: €2.500
- Semifinalisti: €1.000
- Quarti di Finale: €500
- Sedicesimi di Finale: €250

## Fase a eliminazione diretta[4]
| Sedicesimi di Finale   | Quarti di Finale       | Semifinali             | Finale                 |
| ---------------------- | ---------------------- | ---------------------- | ---------------------- |
| Al meglio dei 7 frames | Al meglio dei 7 frames | Al meglio dei 7 frames | Al meglio dei 7 frames |

Il Ranking indicato è quello prima dell'inizio della competizione.
| Giocatore     | Giocatore     | Risultato | Ranking Giocatore 1 | Ranking Giocatore 2 |
| ------------- | ------------- | --------- | ------------------- | ------------------- |
| Kyren Wilson  | Florian Nüßle | 4 - 0     | 8                   | (Dilettante)        |
| Matthew Selt  | Dominic Dale  | 1 - 4     | 30                  | 124                 |
| Luca Brecel   | Ken Doherty   | 4 - 1     | 25                  | 61                  |
| Ricky Walden  | Iulian Boiko  | 4 - 0     | 29                  | (Dilettante)        |
| David Gilbert | Michael Holt  | 4 - 1     | 12                  | 43                  |
| Joe Perry     | Ben Mertens   | 4 - 0     | 17                  | (Dilettante)        |
| Mark King     | Ryan Davies   | 4 - 0     | 28                  | (Dilettante)        |
| Barry Hawkins | Gary Wilson   | 4 - 1     | 10                  | 19                  |

| Giocatore     | Giocatore     | Risultato | Ranking Giocatore 1 | Ranking Giocatore 2 |
| ------------- | ------------- | --------- | ------------------- | ------------------- |
| Kyren Wilson  | Dominic Dale  | 4 - 3     | 8                   | 124                 |
| Luca Brecel   | Ricky Walden  | 4 - 1     | 25                  | 29                  |
| David Gilbert | Joe Perry     | 3 - 4     | 12                  | 17                  |
| Mark King     | Barry Hawkins | 1 - 4     | 28                  | 10                  |

| Giocatore    | Giocatore     | Risultato | Ranking Giocatore 1 | Ranking Giocatore 2 |
| ------------ | ------------- | --------- | ------------------- | ------------------- |
| Kyren Wilson | Luca Brecel   | 4 - 1     | 8                   | 25                  |
| Joe Perry    | Barry Hawkins | 3 - 4     | 17                  | 10                  |

| FINALE Fürth Stadthalle, Fürth, Germania, 25 agosto 2019 ARBITRO: | FINALE Fürth Stadthalle, Fürth, Germania, 25 agosto 2019 ARBITRO: | FINALE Fürth Stadthalle, Fürth, Germania, 25 agosto 2019 ARBITRO: | FINALE Fürth Stadthalle, Fürth, Germania, 25 agosto 2019 ARBITRO: |
| Kyren Wilson (8)                                                  | 3 - 4                                                             | Barry Hawkins (10)                                                | Barry Hawkins (10)                                                |
| ----------------------------------------------------------------- | ----------------------------------------------------------------- | ----------------------------------------------------------------- | ----------------------------------------------------------------- |
| SESSIONE UNICA: 1-0 1-1 1-2 2-2 3-2 3-3 3-4 (3-4)                 |                                                                   |                                                                   |                                                                   |
| MIGLIOR BREAK: 59 CENTURY BREAKS: 0                               |                                                                   | MIGLIOR BREAK: 120 CENTURY BREAKS: 1                              | MIGLIOR BREAK: 120 CENTURY BREAKS: 1                              |
| Barry Hawkins vince il Paul Hunter Classic 2019                   |                                                                   |                                                                   |                                                                   |

### Statistiche
| Giocatore     | Numero di frames vinti |
| ------------- | ---------------------- |
| Barry Hawkins | 16                     |
| Kyren Wilson  | 15                     |
| Joe Perry     | 11                     |
| Luca Brecel   | 9                      |
| David Gilbert | 7                      |
| Dominic Dale  | 7                      |
| Ricky Walden  | 5                      |
| Mark King     | 5                      |
| Ken Doherty   | 1                      |
| Gary Wilson   | 1                      |
| Michael Holt  | 1                      |
| Matthew Selt  | 1                      |

### Century Breaks (7)[5]
| N° | Giocatore     | Century Breaks | Miglior Break |
| -- | ------------- | -------------- | ------------- |
| 1  | Barry Hawkins | 3              | 120           |
| 2  | Luca Brecel   | 2              | 102           |
| 3  | David Gilbert | 1              | 108           |
| =  | Ricky Walden  | 1              | 104           |